# Pawlet
Pawlet är en kommun (town) i Rutland County i delstaten Vermont i USA. Vid folkräkningen år 2000 bodde 1 394 personer på orten. Den har enligt United States Census Bureau en area på totalt 111,1 km², allt är land. 